# San Vicente de Piedrahita
Sant Vicent de Pedrafita (en castellà i oficialment, San Vicente de Piedrahita) és un poble ubicat a la comarca de l'Alt Millars, dins del terme municipal de Cortes d'Arenós, del qual dista a 11 km. Té 120 habitants (2020)
El poble està al sud del terme de Cortes, sobre el denominat coll de Piedrahita o de Pedrafita i prop d'on es troben el riu Millars i el riu de Vilamalefa.

## Història
La primera menció a un lloc habitat al coll de Piedrahita data del 1455, amb una ordenació de les aigües per a rec de les masies de l'entorn, feta pel batlle de Cortes d'Arenós. Cap a la primera meitat del segle xvii es va construir una primera ermita, dedicada a Sant Vicent, que seria modificada i ampliada al segle següent.
A partir de finals del segle xviii, la pedania augmenta en població. Durant la Guerra del Francés, l'exèrcit napoleònic ocupa l'aldea i crema l'església parroquial, la qual serà substituïda per una altra que es va alçar sense fusta, només amb envans fets amb maons, cap a mitjans de segle xix. Posteriorment, San Vicente guanya en població cap a les darreries de la centúria i principis del segle xx, a mesura que els veïns adquirien les finques de terratinents per fer-hi regadiu. L'any 1923 s'obri la carretera que comunica el poble amb Cortes. La tendència migratòria canvia a partir de la dècada dels 60, quan hi ha una onada de desplaçaments cap Catalunya i València.

## Monuments
Com a monument destacable tenim l'església parroquial de Sant Vicent Ferrer, que està catalogada com a Bé Immoble de Rellevància Local.

## Festes
La celebració principal és la que duu el patró del poble, Sant Vicent, el segon diumenge de Pasqua. Hi tenen lloc actes religiosos i bous, sobretot.
A partir de la dècada dels 80, amb el creixement de població estival, han guanyat pes les festes d'estiu, que recauen cap al dia de l'Assumpció i Sant Roc (15 i 16 d'agost).
En els darrers anys s'ha recuperat la festa de Sant Antoni, el 17 de gener.